# Julius Chigbolu
Julius Chigbolu (Julius Obiefuna Chigbolu; * 29. Juli 1929; † 18. April 2010) war ein nigerianischer Hochspringer.
1956 wurde er Neunter bei den Olympischen Spielen in Melbourne und 1958 Vierter bei den British Empire and Commonwealth Games in Cardiff.
Seine persönliche Bestleistung von 2,057 m stellte er am 14. April 1956 in Lagos auf.